# ウィル・スチュアート
ウィル・スチュアート（Will Stuart、1996年7月12日 - ）は、プレミアシップバース・ラグビーに所属するラグビーユニオン選手。

## プロフィール
- イングランド・ウェストミンスター出身。
- ポジションはプロップ(PR)。
- 身長 188cm、体重 133kg
- U20イングランド代表に選ばれたことがある[1]。
- イングランド代表キャップは17（2021年2月現在）でラグビーワールドカップ2023のイングランド代表に選ばれた[2]。

## 略歴
ワスプス、ブラックヒースFC、モーズリー、ノッティンガムRFCを経て、2019年、バースに加入。 